# Épernon
Épernon település Franciaországban, Eure-et-Loir megyében. Lakosainak száma 5509 fő (2022. január 1.). Épernon Raizeux, Émancé és Saint-Hilarion községekkel határos.

## Népesség
A település népességének változása:
| Lakosok száma | 3329 | 4850 | 5097 | 5201 | 5497 | 5540 | 5551 | 5634 | 5601 | 5509 |
|               | 1968 | 1982 | 1990 | 2006 | 2013 | 2015 | 2017 | 2019 | 2020 | 2022 |